# Хуіларт
Хуіларт (нід. Hoeilaart) — комуна у Бельгії у провінції Фламандський Брабант. Розташована на південному сході від столиці країни міста Брюссель. Населення комуни становить 11509 осіб (2018), площа 20,53 км².

## Населення
Населення комуни становить 11509 осіб (2018). Офіційна мова — нідерландська.
- Джерело: NIS, Opm: З 1806 по 1981 рік дані подано за переписми населення; з 1990 і далі — дані на 1 січня